# Helena Guergis
Helena Guergis, född 19 februari 1969 i Barrie, är en kanadensisk politiker, av assyriskt, judiskt, och svenskt ursprung. Hon var minister i Kanadas regering mellan oktober 2008 och april 2010.
Guergis valdes till det kanadensiska underhuset år 2004. I januari 2007 utsågs hon till statssekreterare i utrikesfrågor och internationell handel. I oktober 2008 blev hon den första ministern någonsin för kvinnors ställning. Hon avgick från denna post i april 2010 i samband med en polisutredning.